# 八百津町立錦津小学校
八百津町立錦津小学校（やおつちょうりつ にしきつしょうがっこう）は岐阜県加茂郡八百津町にある公立の小学校。

## 通学区域
- 通学区域は伊岐津志であり、公立中学校の進学先は八百津町立八百津中学校である[1]。

## 沿革
- 1873年（明治6年） - 伊岐津志村に継志学校が開校する。
- 1886年（明治19年） - 伊岐津志尋常小学校に改称する。
- 1908年（明治41年） - 伊岐津志尋常小学校と錦織尋常小学校が統合され、錦津尋常小学校となる。錦織分教場を設置。
- 1918年（大正7年） - 農業補習学校を設置。
- 1941年（昭和16年）4月1日 - 錦津国民学校に改称する。
- 1947年（昭和22年）4月1日 - 錦津村立錦津小学校に改称する。
- 1955年（昭和30年）2月1日 - 八百津町と合併。同時に八百津町立錦津小学校に改称する。錦織分校は八百津小学校に移り、八百津小学校錦織分校となる。
- 1964年（昭和39年） - 新校舎完成。
- 1969年（昭和44年）8月 - プールが完成。
- 1976年（昭和51年）3月 - 屋内運動場が完成。
- 1986年（昭和61年）3月 - 校舎を増築。
- 2000年（平成12年）4月 - 特殊学級を設置。
- 2002年（平成14年）2月 - 新プールが完成。